# Korablino
Korablino (ros. Кораблино) – miasto w Rosji, w obwodzie riazańskim. W 2010 roku liczyło 12 658 mieszkańców.